# Fairbnb.coop
FairBnB est une société visant à proposer des lieux d'hébergement pour des vacances de courte durée via une plate-forme en ligne respectueuse des résidents et des communautés locales. La société coopérative vise à apporter une alternative au tourisme de masse et ses conséquences.

## Historique
L'idée est née en 2018 à Amsterdam, une ville à prédominance touristique qui figure parmi les 20 destinations les plus populaires au monde et parmi les 10 premières en Europe, accueillant plus de 7 500 000 touristes par an,.
Le développement de l'économie collaborative, où les consommateurs peuvent partager des idées, des biens et des services sans intermédiaires, réduisant ainsi leurs coûts et acquérant de nouvelles expériences a également affecté la location de maisons et de chambres dans la ville d'Amsterdam principalement via la plateforme en ligne d'Airbnb,, où plus de 18 500 hébergements sont actuellement[Quand ?] disponibles à la location à court terme.
Les propriétaires de logement préfèrent, principalement pour des raisons financières, louer leur bien via la plateforme en ligne d'Airbnb à court terme, au lieu de le mettre à la disposition des habitants de la ville. Cette situation créée dans la ville, une réduction des logements disponibles à louer aux habitants et aux étudiants, une augmentation spectaculaire des prix des logements locatifs et un changement de son caractère local, car les entreprises du quartier orientent leur activité vers le service aux touristes plutôt qu'aux résidents.
Une situation similaire existe désormais dans de nombreuses villes européennes comme Venise, Athènes, La Canée, Barcelone, Londres, Lisbonne et sur le continent américain dans des villes comme Vancouver, San Francisco, Mexico.
Plus de 30 organisations cinématographiques en Europe ont formé la Coalition européenne d'action pour le droit au logement pour défendre le droit au logement des résidents vivant quotidiennement dans les zones touristiques.
Par conséquent, une plateforme de location de logements alternative a été recherchée qui fonctionnera de manière bénéfique pour la ville, respectera ses résidents, écoutera les besoins des communautés locales et contribuera à l'amélioration de la vie dans ses quartiers en tirant parti des idées et des pratiques des hôtes / propriétaires, des visiteurs et de l'ensemble de la communauté.
Ainsi, des noyaux d'activistes, de programmeurs, de chercheurs et de designers ont été créés dans plusieurs des villes ci-dessus afin de préparer ce projet collaboratif.

## Principes et objectifs
Le Manifeste mis en ligne sur le site FairBnB, en cours d'élaboration, décrit les principes et objectifs, bâtis autour des axes suivants : la propriété collective, l'administration démocratique, la durabilité sociale, la transparence et la responsabilité,,.

## Le réseau Fairbnb
FairBnB a développé un réseau de partenaires dans 6 villes à travers le monde dans le but de finaliser le projet, afin qu'il devienne opérationnel et mis en exploitation immédiate.

### En Grèce
Un premier noyau de FairBnB est également né en Grèce, composé de trois collectifs basés à Athènes, les clusters Sociality, Place Identity et l'espace commun PLUS.ERG. Sociality est une coopérative qui s'occupe de la communication numérique et d'Internet, Place Identity Clusters est une entreprise à but non lucratif qui s'occupe de la régénération urbaine et de l'innovation politique à travers l'activation des citoyens dans les communs et l'espace commun PLUS.ERG est une coopérative de travailleurs qui s'occupe de recherche sociale, de planification urbaine, environnementale et participative.

#### Le phénomène Koukaki
Koukaki est un quartier historique d'Athènes.
Densément construit depuis les années 1960, avec un taux élevé d'accession à la propriété.
Il borde les quartiers de Petralona, Kallithea, Neos Kosmos, Makrigianni, Acropolis et est traversé par l'avenue Syggrou.
Elle fait partie des 10 premières régions du monde en termes d'augmentation des réservations via la plateforme électronique Airbnb pour 2016, enregistrant une augmentation de 800 % par rapport à 2015. 
Environ 300 hébergements de la région sont louées via Airbnb ou d'autres plateformes de location en ligne.
Peu de maisons d'habitation sont louées et de nombreux commerces de quartier en activité depuis des années ont été contraints de fermer, car les résidents permanents du quartier avec lesquels ils ont développé des liens sociaux sont peu nombreux.
Aucun des résidents ne semble se soucier des trottoirs cassés, des sans-abri, des animaux errants et des autres problèmes du quartier.
D'autre part, de nouveaux commerces ont vu le jour, principalement lié à la restauration, la vente d'articles touristiques et la gestion immobilière afin de servir un flux touristique toujours plus important.
De grandes entreprises se sont également tournées vers Koukaki, comme une zone dont elles estiment pouvoir tirer profit et acheter ou louer des biens immobiliers dans la région dans le but de les exploiter pour le tourisme via des plateformes de location à court terme.
La conséquence directe de toute cette mobilité sur le territoire est que les prix de l'immobilier ont fortement augmenté.
Koukaki est un exemple typique de changement de physionomie d'un quartier affecté (positivement ou négativement) par le flux touristique qui s'est développé à travers les plateformes de location électronique.
L'ambition de Fairbnb, selon le community manager de la plateforme, Alessandro Latella, est de passer d'un modèle passif de croissance des revenus qui peut créer des inégalités et des problèmes dans une partie de la communauté à un modèle d'économie coopérative où la communauté et ses besoins ont le premier et rôle dominant,.